# Вертмюллер, Лина
Ли́на Вертмю́ллер (итал. Lina Wertmüller), настоящее имя — Арка́нджела Фели́че Ассу́нта Вертмю́ллер фон Эльгг Эспаньо́л фон Бра́уэйх (итал. Arcangela Felice Assunta Wertmüller von Elgg Espanol von Braueich; 14 августа 1928, Рим — 9 декабря 2021, Рим) — итальянский кинорежиссёр, сценарист и драматург. Она стала первой женщиной, номинированной на премию «Оскар» за лучшую режиссуру за фильм «Паскуалино «Семь красоток»» в 1977 году. В 2019 году Вертмюллер была объявлена одним из четырёх лауреатов Почётной премии Академии за свою карьеру.

## Биография
Лина Вертмюллер родилась 14 августа 1928 года в Риме в аристократической швейцарской семье истинных католиков. Отец Лины Вертмюллер был римским юристом из швейцарской семьи Вертмюллер фон Эльгг.
Вертмюллер рассказывала, что её детство было периодом приключений во время которого её исключили из 15 различных католических школ, а сама она очень увлекалась чтением комиксов, и говорила, что они очень повлияли на её юность. «Флеш Гордон» Алекса Раймонда она выделяла особенно среди прочих, описывая эти комиксы как «скорее кинематографичное, более кинематографичное, чем большинство фильмов».
Желание работать в театральной и киноиндустрии закрепилось в сердце Вертмюллер в те годы и она увлеклась русскими драматургами Немировичем-Данченко и Станиславским. В 1945 году, вопреки воле отца, она поступила в Римскую театральную Академию драматургического искусства. Окончила её в 1951 году под руководством Пьетро Шарова, работала ассистентом режиссёра в музыкальном и драматическом театрах.
В том же 1951 году она основала труппу «Арлекин», написала свои первые пьесы и гастролировала по Европе. По возвращении в Рим она успела поработать актрисой, журналисткой, писательницей, сценографисткой. Интересы Вертмюллер развивались по двум направлениям: одно из них — музыкальная комедия, а второе — серьёзная современная итальянская драма.
Она вышла замуж за Энрико Джоба, который стал художником-декоратором в её фильмах. Их единственная дочь, Мария Зулима Джоб (род. 17 января 1991[уточнить]), стала актрисой. Джоб умер 4 марта 2008 года.
Скончалась 9 декабря 2021 года в Риме.

## Театральная карьера
Премьера ее первой пьесы Zwei und Zwei ist nicht Vier (немецкое название) состоялась в 1969 году под руководством Франко Дзеффирелли; вторая - «Любовь и волшебство на маминой кухне» (впервые исполнена в 1980 году на фестиваль в Сполето под собственным руководством). Немецкая премьера спектакля «Любовь и волшебство в маминой кухне» состоялась в 1987 году (Freie Volksbühne Berlin, режиссер Питер Палич), в главной роли Элизабет Триссенаар. Лина Вертмюллер выступала в качестве театрального драматурга и соавтора сценариев фильмов других режиссёров, была постановщиком оперы «Кармен» в театре Сан-Карло в Неаполе.

## Кинокарьера
В кино Лина Вертмюллер попала благодаря своей тесной дружбе с Марчелло Мастрояни и его женой Флорой Карабеллой, которая и порекомендовала её Федерико Феллини. После знакомства с Федерико Феллини стала помощником режиссёра в фильмах «Сладкая жизнь» и «Восемь с половиной». В 1963 году сняла свой первый полнометражный фильм «Ящерицы» за который получила режиссёрскую награду на кинофестивале в Локарно. Фильм повествует о непростой бедной жизни на послевоенном юге Италии. В этот период она познакомилась с актёром Джанкарло Джаннини, впоследствии сыгравшим в лучших её лентах. Затем Вертмюллер сняла ещё три фильма — «На этот раз поговорим о мужчинах» (1965), комедию «Рита-надоеда» (1966) и телевестерн «История Белл Старр» (1967) под псевдонимом Джордж Браун. После этого Вертмюллер вернулась в театр.
В 1972 году её комедия «Мими-металлист, уязвлённый в своей чести» получила номинацию на премию Каннского кинофестиваля. В этом и последующих её фильмах сыграл Джанкарло Джаннини, который обрёл международную известность. В 1970-х годах вышли комедии с социально-политическим подтекстом «Фильм о любви и анархии» (1973), «Всё на месте и всё в беспорядке» (1974), «Паскуалино „Семь красоток“» (1975). Благодаря последнему фильму Вертмюллер номинировалась на 4 «Оскара» и стала первой женщиной-номинантом на премию «Оскар» за лучшую режиссуру.
Лина Вертмюллер всегда была примером для женщин-режиссеров не только потому, что она была первым режиссером, добившимся коммерческого успеха, но и потому, что мало кто выполнял эту работу. «Вы не можете выполнять ту или иную работу только потому что вы мужчина или потому что вы женщина. Вы должны делать это потому что у вас есть к этому талант. Это единственное, что для меня важно, и это должен быть единственный параметр с помощью которого можно оценить кому быть режиссёром фильма.»
В 1978 году Вертмюллер сняла фильм в Голливуде — «Конец света в нашей супружеской постели однажды дождливой ночью», оказавшийся коммерчески неудачным. Последующие фильмы с эротическими сюжетами не повторили успех ранних работ Вертмюллер.
В 2015 году Вертмюллер снялась в биографическом фильме Валерио Руиса «За белыми очками», в котором она размышляет о работе своей жизни.
Вертмюллер продолжала свою разнообразную карьеру до 2004 года, но не смогла достигнуть больше успехов 1970-х годов. В 2019 году она была удостоена почетного «Оскара» за работу всей своей жизни.

## Стиль и тематика
Влияние стиля Феллини очевидно во многих работах Вертмюллер. Эти двое разделяют общее сочувствие к итальянскому рабочему классу, показывая реалии жизни политически заброшенных и экономически обездоленных людей, показывая это с нотой юмора и абсурда. Работы Вертмюллер также, кажется, демонстрируют истинное поклонение Италии и к ее многообразию мест и пейзажей. Её кинематография представляет сюжеты с красочной экстравагантностью, идеализируя аутентичные итальянские декорации ее фильмов. Ее эстетика во многом заимствована из ее театрального опыта: она регулярно использует камеру таким образом, чтобы подчеркнуть исполнение и грандиозную комедию почти постоянного эмоционального безумия ее персонажей. Большая часть ее работ использует формальную тактику кино, чтобы драматизировать неправильное применение и деструктивное воздействие, которые политическая идеология может оказывать по отношению к отдельным лицам, высмеивая как общие концепции революции так и политический статус-кво.
Основной смысл большей части ее работ, — желание деконструировать и ниспровергнуть институты и социальные идеологии капиталистического модерна. Эта политизированная социалистами политизация идей класса и института распространяется также на сексуальность и гендер. В большинстве ее фильмов эти элементы используются в сочетании с ее любовью к театральному искусству таким образом, что создается уникальная смесь, которая, несомненно, находится в общих рамках Commedia all’italiana.
По словам Питера Бонданеллы: «работа Вертмюллер сочетает в себе озабоченность актуальными политическими проблемами и условностями традиционной итальянской гротескной комедии» 

## Политика
В целом фильмы Вертмюллер сильно отражают ее собственные политические взгляды. В её фильмах главные герои либо коммунисты, либо сторонницы феминизма. Часто фильмы вращаются вокруг конфликтов политического или социально-экономического происхождения. Тем не менее, её фильмы редко бывают пропагандистскими и имеют тенденцию переводить её личное восприятие политики в художественные образы. В фильме «Отнесённые необыкновенной судьбой в лазурное море в августе», например, рассказывается история жены богатого промышленника, которая находит свое эротическое удовлетворение только благодаря любовной интриге с коммунистически настроенным моряком, который ведет себя по отношению к ней как мачо.

## Работа в качестве сценариста фильмов
- 1970 —  Brutale Stadt (Жестокий город)
- 1970 — Als die Frauen noch Schwänze hatten (Когда женщины ещё имели хвосты)
- 1972 — Toll trieben es die alten Germanen (Когда женщины потеряли хвосты)

## Фильмография
- 1963 — Ящерицы / I Basilischi
- 1965 — На этот раз поговорим о мужчинах / Questa volta parliamo di uomini
- 1966 — Рита-надоеда / Rita la zanzara
- 1967 — Не дразните надоеду / Non stuzzicate la zanzara
- 1968 — Моя душа принадлежит покеру / Il mio corpo per un poker
- 1972 — Мими-металлист, уязвлённый в своей чести / Mimi metallurgico ferito nell’onore
- 1973 — Фильм о любви и анархии / Film d’amore e d’anarchia
- 1974 — Всё на месте и всё в беспорядке / Tutto a posto e niente in ordine
- 1974 — Отнесённые необыкновенной судьбой в лазурное море в августе / Travolti da un insolito destino nell’azzurro mare d’agosto
- 1975 — Паскуалино «Семь красоток» / Pasqualino Settebellezze
- 1978 — Конец света в нашей супружеской постели однажды дождливой ночью / La fine del mondo nel nostro solito letto in una notte piena di pioggia
- 1979 — Кровавая вражда между двумя мужчинами из-за вдовы, подозреваются политические мотивы / Fatto di sangue fra due uomini per causa di una vedova, si sospettano moventi politici
- 1983 — Шутка судьбы, подстерегающей, как бандит с большой дороги / Scherzo del destino in agguato dietro l’angolo come un brigante di strada
- 1984 — Потихоньку-полегоньку доведённый до ручки противоестественной страстью / Sotto… sotto… strapazzato da anomala passione
- 1985 — Каморра / Запутанная интрига с женщинами, переулками и преступлениями Camorra / Un complicato intrigo di donne, vicoli e delitti
- 1986 — Летняя ночь с греческим профилем, миндалевидными глазами и запахом базилика / Notte d’estate con profilo greco, occhi a mandorla e odore di basilico
- 1988 — Подпольная десятка (Десятый «подпольный»)[англ.] (ТВ) / Il Decimo clandestino
- 1989 — В лунную ночь / In una notte di chiaro di luna
- 1990 — Суббота, воскресенье, понедельник / Sabato, domenica e lunedì
- 1992 — Чао, профессор / Io speriamo che me la cavo
- 1996 — Рабочий и парикмахерша в вихре секса и политики / Metalmeccanico e parrucchiera in un turbine di sesso e di politica
- 1999 — Фердинандо и Каролина / Ferdinando e Carolina

## Награды и номинации
- 1963 ─ Интернациональный кинофестиваль в Локарно. Победитель Серебряного паруса за режиссуру Ящерицы / I Basilischi
- 1964 ─ Золотые кубки Италии. Победитель пластины за Ящерицы / I Basilischi
- 1972 ─ Кинофестиваль в Каннах. Номинация на пальмовую ветвь за Мими-металлист, уязвлённый в своей чести / Mimi metallurgico ferito nell’onore
- 1973 ─ Кинофестиваль в Каннах. Номинация на пальмовую ветвь за Фильм о любви и анархии / Film d’amore e d’anarchia
- 1975 ─ Национальный совет кинокритиков США. Победитель в номинации «Лучший зарубежный фильм» за Отнесённые необыкновенной судьбой в лазурное море в августе / Travolti da un insolito destino nell’azzurro mare d’agosto
- 1975 ─ Тегеранский Международный Кинофестиваль, Победитель золотого козерога за Отнесённые необыкновенной судьбой в лазурное море в августе / Travolti da un insolito destino nell’azzurro mare d’agosto
- 1977 ─ Номинация на премию «Оскар» за лучшую режиссуру Паскуалино «Семь красоток» / Pasqualino Settebellezze
- 1977 ─ Номинация на премию «Оскар» за лучший сценарий Паскуалино «Семь красоток» / Pasqualino Settebellezze
- 1977 ─ Премия Гильдии режиссёров Америки. Номинирована за выдающиеся режиссёрские достижения в кино за Паскуалино «Семь красоток» / Pasqualino Settebellezze
- 1985, Women in Film Crystal Awards. Победитель за достижения в кино.
- 1986, Берлинский международный кинофестиваль, Премия Отто Дибелиуса за фильм Каморра / Запутанная интрига с женщинами, переулками и преступлениями Camorra / Un complicato intrigo di donne, vicoli e delitti
- 2008, Международная премия Флайано. Награждена за достижения в кинокарьере.
- 2009, Золотой Глобус Италии. Награждена за достижения в кинокарьере.
- 2010, David di Donatello Awards. Награждена за достижения в кинокарьере.
- 2017, Награды Бостонского общества кинокритиков. Лучшее повторное открытия для Паскуалино «Семь красоток» / Pasqualino Settebellezze
- 2019, Почётный Оскар за работу всей жизни.
- 2019, Звезда на Голливудской Аллее Славы